# Cazoo
Cazoo ist ein britisches Unternehmen für den Handel mit Gebrauchtwagen im Internet. Das Unternehmen ist an der New York Stock Exchange gelistet.

## Geschichte
Cazoo wurde 2018 vom britischen Unternehmer Alex Chesterman gegründet. Im Dezember 2019 ging die Handelsplattform online. Seit dem 27. August 2021 wird das Unternehmen an der Börse gehandelt. Seit der Saison 2020/21 ist Cazoo der Hauptsponsor des FC Everton In der Saison 2022/23 war Cazoo auch Hauptsponsor des Fußballvereins SC Freiburg. Seit 2022 ist Cazoo auch Sponsor von mehreren Major Dartturnieren der Professional Darts Corporation.
Im Jahr 2021 baute Cazoo sein Geschäft in Deutschland und Frankreich auf, im Jahr 2022 folgte Spanien. Im September 2022 erfolgte dann der Rückzug aus diesen Ländern.
2023 verschlechterte sich die wirtschaftliche Lage weiter. Zum Jahresende verließ Gründer Alex Chesterman das Unternehmen, ihm war bereits im April 2023 Paul Whitehead als CEO nachgefolgt. Im Frühjahr 2024 wurde erstmals über eine bevorstehende Insolvenz von Cazoo berichtet. Am 3. Juli 2024 wurde bekannt, dass das Unternehmen im Rahmen einer freiwilligen Insolvenz aufgelöst werden soll.